# Un millón para el mejor
Un millón para el mejor, va ser un concurs televisiu creat per Fernando Garcia de la Vega,dirigit per Enrique García de las Casas i presentat successivament per Joaquín Prat i José Luis Pécker, que Televisión Española va emetre des de Barcelona del  8 de gener de 1968 fins al 16 de juny de 1969, inicialment des dels estudis del Teatre de l'Òpera de l'Hospitalet i posteriorment des dels Estudis de Miramar. El programa va assolir un gran ressò popular i un alt nivell d'audiència, tant per l'elevat import del premi com pel fet que en aquells moments a Espanya,TVE tenia audiències milionàries, en no existir altres cadenes televisives.

## El concurs
El programa s’emetia en directe els dilluns cap a dos quarts d'onze, després d'un altre programa mític de l'època, “Ésta es su vida” presentat pel periodista Federico Gallo Lacárcel.
L'atractiu principal del concurs, en el seu origen, era que l'import del premi -un milió de pessetes- s’entregava al concursant que superava la selecció prèvia, a l'inici de la seva participació i que per aconseguir-lo definitivament, l'havia de defensar, durant cinc setmanes, superant amb èxit seixanta proves. Per cada prova no superada, el concursant hauria de signar uns talons de valors creixents que anirien rebaixant l'import inicial del premi.
L'originalitat del concurs la donava el caràcter pluridisciplinar de les preguntes o proves, fruit d'una combinació de temes sobre coneixements culturals i d'actualitat, proves esportives, càlcul matemàtic, habilitats manuals i artístiques i altres molt diverses, que en determinats moments van generar polèmiques entre els participants i també en la premsa que seguia amb interès el programa.
L'avaluació de les proves la feia un jurat format per un grup de set personalitats de la societat catalana, com el psicòleg Carles Muñoz Espinalt, el director de la Solidaridad Nacional, Clemente Pamplona Blasco, el Dr. Joan Navés i Janer o l'escriptora Carmen Kurtz entre d'altres.
Inicialment el concurs es va plantejar com una contesa individual en la qual els participants tractaven d'obtenir el substanciós premi. Hi van participar catorze concursants i d'ells cinc van resultar-ne guanyadors, arribant fins i tot dos d'ells a endur-se'n 875.000 pessetes.

### El català a Televisión Española
Durant tot el concurs es van produir una gran quantitat d'anècdotes relacionades principalment amb les característiques de les preguntes i de les proves, com també a partir de determinades decisions del jurat. La realització en directe i el protagonisme dels mitjans de comunicació n'eren sovint l'origen.
Cal destacar entre altres situacions, que per les dates en què es va produir el programa (finals dels anys 60) i el context polític, el fet que un dels concursants, en Xavier Mateu, qui més tard guanyaria la final, fos el primer en utilitzar el català en una emissió en directe per a tot Espanya.
El cas es va produir quan el presentador Joaquin Prat, a la darrera prova -aparentment de caràcter innocu- de la seva participació li va proposar: “Imagínese que ha ganado el premio y que debe dar la noticia al ser más querido”, Xavier Mateu li va demanar, en directe, davant de la sorpresa de tot l'equip de producció del programa, si ho podia fer en català. Prat va no va tenir més remei que acceptar i Mateu, durant prop de dos minuts, va resoldre la prova dirigint-se en català als seus pares per comunicar-los el seu èxit. En Prat, valencià d'origen, va traduir les paraules d'en Mateu i el programa es va donar per acabat sobtadament. A partir d'aquell moment, l'equip del programa totalment astorat, li va retreure el fet que parlés en català ja que es tenia la constància de que el General Franciso Franco era un seguidor assidu del programa.

### La Final
Passats setze mesos des del seu inici, els responsables del programa, en adonar-se que cap concursant aconseguiria completar el milió, van desafiar als cinc guanyadors individuals a competir entre ells, en una final per tal de dirimir quin era el millor i lliurar-li el premi que donava nom al concurs.
La "Final" va durar un total de sis programes amb els quatre concursants que tenien dret a participar-hi per haver guanyat el concurs a nivell individual,  Rosa Zumárraga (Miss aplomo) Rafael Canalejo (El Alcalde de Belmez) Francisco Ruiz  (El ye-yé del millón), i el català Xavier Mateu, que van ser els qui van acceptar el repte. Mercedes Carbó (La mamá del millón) va renunciar a participar-hi.
En aquest cas el jurat va estar format per l'actriu Conchita Montes, l'escultor Venancio Blanco, Arturo Garcia Aguado, Felipe Segovia, director del Col·legi San Estanislau de Kostka de Madrid, Federico Asensio, els periodistes Julio Fuertes del diari “Arriba” i Manuel Salvador subdirector del diari “Pueblo”.

### El Guanyador
Després d'una competició força ajustada, el guanyador final i, per tant, del milió de pessetes, va ser Francesc Xavier Mateu Pérez, llicenciat en Ciències físiques. Després de guanyar el premi Mateu va ser objecte d'un gran interès mediàtic amb entrevistes en els principals mitjans i presència en esdeveniments socials. Anys més tard (2020) el mateix Mateu va recollir en un llibre les seves experiències i vivències durant el concurs.